# Alloperla yangi
Alloperla yangi is een steenvlieg uit de familie groene steenvliegen (Chloroperlidae). De wetenschappelijke naam van de soort is voor het eerst geldig gepubliceerd in 2011 door Li & Wang.